# مانوكالزاتي
مانوكالزاتي هي كومونا في مقاطعة أفيلينو، كامبانيا، وتقع جنوب إيطاليا، وتنتج البلدة الكستناء والمكسرات والعنب.

## تاريخها
وتوجد بها آثار من العصر الحديدي تدل على وجود المدينة في القرن الثامن قبل الميلاد. أصبحت مانوكالزاتي فيما بعد إقطاعية لعائلة سان بارباتو.

## المعالم السياحية الرئيسية
مازالت المدينة محتفظة بمظهرها القديم من العصور الوسطى، ويتمثل ذلك بشوارعها الضيقة والقصور ذات البوابات المزخرفة من القرنين الثامن عشر والتاسع عشر، ويوجد بها كنيستان من القرن الثامن عشر وهما: القديس ميخائيل (بُني برج الجرس في القرن السادس عشر) والقديسة آنا.
يوجد داخل مانوكالزاتي قرية سان بارباتو، وهي قرية صغيرة تطل على وادي سيرينيسي، وهندستها المعمارية التي تعود إلى القرون الوسطى عبارة عن منازل تحيط بقلعة من القرون الوسطى.